# Cinquième République (Corée du Sud)
Pour les articles homonymes, voir Cinquième République.
 (juillet 2025).
Si vous disposez d'ouvrages ou d'articles de référence ou si vous connaissez des sites web de qualité traitant du thème abordé ici, merci de compléter l'article en donnant les références utiles à sa vérifiabilité et en les liant à la section « Notes et références ».
 (août 2022).
La mise en forme du texte ne suit pas les recommandations de Wikipédia : il faut le « wikifier ».
Les points d'amélioration suivants sont les cas les plus fréquents. Le détail des points à revoir est peut-être précisé sur la page de discussion.
- Les titres sont pré-formatés par le logiciel. Ils ne sont ni en capitales, ni en gras.
- Le texte ne doit pas être écrit en capitales (les noms de famille non plus), ni en gras, ni en italique, ni en « petit »…
- Le gras n'est utilisé que pour surligner le titre de l'article dans l'introduction, une seule fois.
- L'italique est rarement utilisé : mots en langue étrangère, titres d'œuvres, noms de bateaux, etc.
- Les citations ne sont pas en italique mais en corps de texte normal. Elles sont entourées par des guillemets français : « et ».
- Les listes à puces sont à éviter, des paragraphes rédigés étant largement préférés. Les tableaux sont à réserver à la présentation de données structurées (résultats, etc.).
- Les appels de note de bas de page (petits chiffres en exposant, introduits par l'outil «  Source ») sont à placer entre la fin de phrase et le point final[comme ça].
- Les liens internes (vers d'autres articles de Wikipédia) sont à choisir avec parcimonie. Créez des liens vers des articles approfondissant le sujet. Les termes génériques sans rapport avec le sujet sont à éviter, ainsi que les répétitions de liens vers un même terme.
- Les liens externes sont à placer uniquement dans une section « Liens externes », à la fin de l'article. Ces liens sont à choisir avec parcimonie suivant les règles définies. Si un lien sert de source à l'article, son insertion dans le texte est à faire par les notes de bas de page.
- La présentation des références doit suivre les conventions bibliographiques. Il est recommandé d'utiliser les modèles {{Ouvrage}}, {{Chapitre}}, {{Article}}, {{Lien web}} et/ou {{Bibliographie}}. Le mode d'édition visuel peut mettre en forme automatiquement les références.
- Insérer une infobox (cadre d'informations à droite) n'est pas obligatoire pour parachever la mise en page.

Pour une aide détaillée, merci de consulter Aide:Wikification.
Si vous pensez que ces points ont été résolus, vous pouvez retirer ce bandeau et améliorer la mise en forme d'un autre article.
1981–1987
Entités précédentes :
- Quatrième République

Entités suivantes :
- Sixième République

La Cinquième République a été le gouvernement de la Corée du Sud de mars 1981 à décembre 1987.
La cinquième république a été établie en mars 1981 par Chun Doo-hwan, un collègue militaire du président et dictateur de longue date Park Chung-hee, après l'instabilité politique et le régime militaire dans la quatrième république depuis l'assassinat de Park en octobre 1979. La cinquième république a été gouvernée par Chun et le Parti de la justice démocratique en tant que dictature de facto et État à parti unique pour réformer en profondeur la Corée du Sud pour la démocratiser et démanteler le système autocratique de Park. La cinquième république a fait face à une opposition croissante de la part du mouvement de démocratisation du soulèvement de Gwangju, et le mouvement démocratique de juin 1987 a abouti à l'élection de Roh Tae-woo lors de l'élection présidentielle de décembre 1987. La cinquième république a été dissoute trois jours après les élections lors de l'adoption d'une nouvelle constitution qui a jeté les bases du système démocratique relativement stable de l'actuelle Sixième République.

## Histoire

### Proclamation
La popularité de Park en Corée du Sud a diminué au cours des années 1970, alors que la croissance économique des années 1960 commençait à ralentir et que le public devenait plus critique à l'égard de son autoritarisme. Le 26 octobre 1979, Park a été assassiné dans un refuge par Kim Jae-gyu, le directeur de l'Agence centrale de renseignement coréenne (KCIA), provoquant des troubles politiques en Corée du Sud. Le successeur de Park, Choi Kyu-hah, était un président inefficace dont l'autorité était largement ignorée par l'élite politique. En décembre, le général de division Chun Doo-hwan, président du commandement de la sécurité de la défense et ancien collègue militaire de Park, a renversé le gouvernement de Choi lors du coup d'État du 12 décembre et, au cours des mois suivants, a pris le contrôle de la plupart des appareils gouvernementaux. En mai 1980, Chun a lancé le coup d'État du 17 mai établissant une dictature militaire sous le Conseil national pour la réunification et a déclaré la loi martiale. Chun a violemment réprimé le mouvement démocratique du soulèvement de Gwangju qui a suivi contre son règne à Gwangju, au cours duquel 200 à 600 personnes pourraient être mortes. En août, Choi a démissionné et Chun a été élu président lors de l'élection présidentielle de 1980 par le Conseil national, se présentant sans opposition et remportant 99,37 % des voix. En octobre, Chun a aboli tous les partis politiques et a créé le sien, le Parti de la justice démocratique, qui était en fait une nouvelle image du Parti républicain démocratique de Park qui dirigeait la Corée du Sud depuis 1963. Peu de temps après, une nouvelle constitution a été promulguée qui, bien que beaucoup moins autoritaire que la Constitution Yusin de Park, accordait tout de même des pouvoirs assez larges au président. 
La Cinquième République a été officiellement inaugurée le 3 mars 1981, lorsque Chun a été investi en tant que président après avoir été réélu lors de l'élection présidentielle de février 1981. 

### Chute du régime
En janvier 1987, la mort de Bak Jongcheol provoqua une flambée du mouvement de démocratisation et déclencha de vastes protestations. Bak, étudiant à l'université nationale de Séoul et militant du mouvement démocratique, est décédé des suites de tortures policières après avoir été arrêté lors d'une manifestation. En juin 1987, la mort de Lee Han-yeol, un manifestant tué par une grenade lacrymogène de la police lors d'une des manifestations qui ont suivi la mort de Bak, a poussé le mouvement démocratique à exercer une pression incessante sur Chun. Les manifestants ont exigé la tenue d'élections, ainsi que l'instauration d'autres réformes démocratiques, notamment des élections présidentielles directes. Le 10 juin, Chun a annoncé son choix de Roh Tae-woo comme prochain président, ce qui a été offensé par les manifestants. Cependant, ne voulant pas recourir à la violence avant les Jeux olympiques de 1988 et croyant que Roh pourrait remporter des élections légitimes en raison des divisions au sein de l'opposition, Chun et Roh ont accédé aux principales revendications d'élections présidentielles directes et de restauration des libertés civiles. Le 16 décembre 1987, Roh a remporté l'élection présidentielle de 1987 avec 36,6 % des voix, les premières élections nationales honnêtes en Corée du Sud depuis deux décennies. Trois jours plus tard, le 19 décembre, une nouvelle constitution hautement démocratique et libérale est entrée en vigueur, dissolvant la Cinquième République et établissant l'actuelle Sixième République. Chun a terminé son mandat et a remis la présidence à Roh le 25 février 1988.